# Паррино, Стивен
Стивен Паррино (англ. Steven Parrino; 1958, Нью-Йорк — 1 января 2005, Нью-Йорк) — американский художник и музыкант. Характерной и узнаваемой чертой творчества художника является монохромная живопись (преимущественно в черных тонах) на деформированных (часто разорванных или перекрученных) холстах.

## Биография
Стивен Паррино родился в 1958 году. Вырос на Лонг-Айленде, учился в Университете штата Нью-Йорк в Фармингдейле, изучал искусство в Parsons School.
Паррино начал заниматься искусством в конце 1970-х, движимый, как он сам говорил, «некрофильским интересом» к живописи, которая в то время была объявлена мертвой. В 1981 он отделил холст от подрамника, чтобы создать грубые, сложенные, расщепленные поверхности, достигнув буквальной деконструкции живописи. Начал выставляться в 1984 году в составе группы художников. Работал и жил в Нью-Йорке до своей трагической гибели.
Стивен Паррино соединил поп-культуру и модернизм, смешав эстетику «Ангелов Ада» и минимализм. Художник был для холста тем же, кем был Пит Таунсенд для гитары: разрушение было основным приемом в его творческом процессе. Паррино обрабатывал глянцевые панели (чёрный и серебряный цвета были его любимыми) и холсты при помощи молотка и пилы; создавал «бесформенные полотна», как он называл их, посредством вывихов и деформаций.
Ранним утром 1 января 2005 года возвращался с новогодней вечеринки в округе Уильямсберг (Бруклин). На Кент-авеню, в двух кварталах от своего дома, не справился с управлением мотоцикла и был выброшен на мостовую.

## Персональные выставки
- 1991, Galerie Arnaud Lefebvre, Paris, France
- 1991, Daniel Newburg Gallery, New York, USA
- 1992, John Gibson Gallery, New York, USA
- 1992, L’Usine, Dijon, France
- 1993, Galerie van Gelder, Amsterdam, The Netherlands
- 1993, Art & Public, Geneva, Switzerland
- 1995, Galerie Rolf Ricke, Cologne, Germany
- 1996, Calm Water/Distressed Fields, Artsplace, Nova Scotia, Canada, with Monica Forestall
- 1996, Künstlerhaus Palais Thurn und Taxis, Bregenz, Austria, with Wilhelm Mundt
- 1999, L’Usine, Dijon, France
- 2001, Dark Matter/ Exit, Grazer Kunstverein, Graz, Austria
- 2001, Gallery Team, New York, USA
- 2003, Steven Parrino, Jean Brolly, Paris, France
- 2005, Steven Parrino — Hommage, Art & Public, Geneva, Switzerland
- 2006, Retropective 1977—2004 / Steven Parrino, Mamco, Geneva, Switzerland, curator: Fabrice Stroun

## Групповые выставки
- 1998, Jingle Bells, Galleria Massimo de Carlo, Milan, Italy
- 1998, Le Trésor; Ghost, Tableaux aux murs, Le Consortium, Centre d' Art Contemporain, Dijon, France
- 2001, Here and now, Zacheta National Gallery, Warsaw and Arsenal Gallery, Bialystok, Poland
- 2002, Jutta Koether and Steven Parrino, Swiss Institute, New York, USA
- 2002, Flash two: JRP Editions, Chouakri Brahms, Berlin, Germany
- 2002, From the Observatory, Paula Cooper Gallery, New York, USA
- 2002, Black Bonds, Swiss Institute, New York, USA
- 2002, Valentin Carron et Steven Parrino, Centre d' Art Contemporain Kunsthalle, Fribourg, Switzerland
- 2002, Galerie Les Filles du Calvaire, Paris, France
- 2003, Following and to be followed (coming back), Le Consortium, Dijon, France
- 2003, C’est arrivé demain/It happened tomorrow, La Biennale d’Art Contempoain de Lyon, Lyon, France
- 2003, Selected Multiples by JRP Editions, Galerie Edward Mitterand, Geneva, Switzerland
- 2004, La Piste Noire, Hervé Loevenbruck, Paris
- 2004, None of the above, Swiss Institute, New York, USA
- 2005, What’s New Pussycat?, Museum für Moderne Kunst, Frankfurt, Germany
- 2005, MMK/Museum für Moderne Kunst, Frankfurt/Main, Germany
- 2006, Soundtrack for an exhibition, Musée d’Art Contemporain de Lyon, France
- 2006, Minderkoud/less cold, Galerie van Gelder, Amsterdam, Netherlands
- 2007, What we do is secret, Galerie Blancpain-Art Contemporain, Geneva, Switzerland